# Meyer & Meyer
Die Meyer & Meyer Holding SE & Co. KG ist ein international tätiges Speditions- und Logistikunternehmen mit Sitz in Osnabrück (Niedersachsen). Das Familienunternehmen ist spezialisiert auf Textillogistik.

## Geschichte
1902 gründete Adolf Maximilian Meyer in Osnabrück ein Fuhrunternehmen zum Möbeltransport. Zum Transport setzte er Pferdefuhrwerke ein. 1924 kaufte er den ersten Lastkraftwagen. Meyer starb 1932; seine Söhne Adolf Meyer und Josef Meyer übernahmen das Unternehmen. Sie gründeten 1949 ein weiteres Fuhrunternehmen, weiteten den Geschäftsbereich auf Busverkehr aus und boten Reisen wie etwa Pilgerfahrten an. In Melle hatte die Firma Gebr. Meyer ihren Sitz. 1953 trennten die Brüder das Unternehmen und wurden Konkurrenten spezialisiert auf den Bereich des Transports von Textilien. 1986 waren Josef Meyer und dessen Sohn Rolf an der Gründung der Deutschen Textil Logistik (DTL) beteiligt. Rolf Meyer und Michael Meyer, Sohn von Adolf Meyer, fusionierten 1990 die beiden Meyerschen Logistikunternehmen zur „Adolf Meyer & Josef Meyer Internationale Spediteure GmbH & Co. KG“.
Am Standort Peine baute Meyer & Meyer 2006 ein Logistikzentrum für textile Hängeware, in dem die Ware auf Kleiderbügeln automatisiert durch die Halle befördert wird. In Osnabrück folgte 2008 ein vollautomatisiertes Liegewarenzentrum.

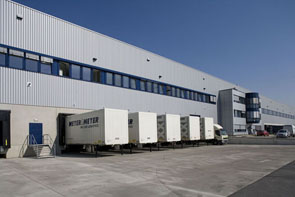
Meyer & Meyer Außenansicht Hängewarenzentrum Peine

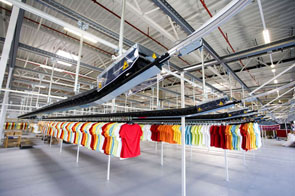
Meyer & Meyer Hängewarenzentrum Peine

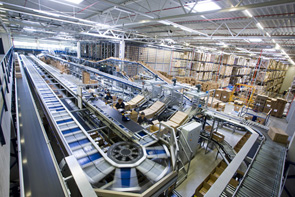
Meyer & Meyer Liegewarenzentrum Osnabrück

2012 übernahm Meyer & Meyer die 1924 in Osnabrück gegründete insolvente Osnabrücker Spedition Friedrich Koch mit einem Fuhrpark von 100 Transportfahrzeugen und führte diese seitdem innerhalb der Unternehmensgruppe Meyer & Meyer als selbständige Gesellschaft unter dem Namen Friedrich Koch Transportgesellschaft mbH.
Meyer & Meyer ist beteiligt an der Even on Sunday GmbH mit Sitz in Osnabrück und Hamburg, einer Agentur für Marketing, Technologie und E-Commerce.
In den Jahren 2015 bis 2019 standen die Themen Wachstum und Internationalisierung im Fokus. Seit 2017 firmiert das Unternehmen unter der internationalen Rechtsform Meyer & Meyer Holding SE & Co. KG. Am Standort Peine entstanden zwei große neue Logistikhallen für Pakete und textile Liegeware. 2018 wurde in einem der Neubauten ein großes, automatisiertes Shuttlelager integriert. Am Standort Osnabrück wurde das automatisierte Logistikzentrum „Am Tie“ um eine baugleiche Halle erweitert. Im Herbst übernahm Meyer & Meyer die WKS Textilveredelungs-GmbH aus Wilsum, einen internationalen Systemanbieter für die Qualitätssicherung von Fashion- und Lifestyleprodukten, an dem das Unternehmen zuvor bereits Anteile besessen hatte. Die WKS ist wichtiger Baustein und Partner im Service-Portfolio von Meyer & Meyer. Die Italiengesellschaft der WKS bündelte ihre Aktivitäten 2019 in einem Joint Venture mit dem Namen MOVITEX – A Joint Venture of MoviModa and WKS. Gleichzeitig entwickelt Meyer & Meyer die bestehenden Auslandsstandorte kontinuierlich weiter.
2019 vollzog Meyer & Meyer einen Generationenwechsel. Nachdem die dritte Generation die Geschäftsführung im Jahr 2016 erstmals an einen externen Vorstand übergeben hatte, ist das Unternehmen mit dem Einstieg der Geschwister Maximilian und Theresa Meyer, die das Unternehmen gemeinsam mit weiteren externen Vorstandsmitgliedern leiten, wieder familiengeführt.

## Dienstleistungen/Produkt
Die Dienstleistungen des Unternehmens orientieren sich an der Wertschöpfungskette der Textilindustrie. Das Unternehmen begleitet Mode-Unternehmen entlang aller Dienstleistungen dieser Wertschöpfungskette und nennt dieses Prinzip "From Sheep to Shop". Das Prinzip beginnt mit der Prüfung der Rohwaren. Hat ein Hersteller Zutaten und Stoffe für die Produktion ausgewählt, kann der Logistiker die Qualitätsprüfung der Rohstoffe und Zutaten übernehmen und z. B. Stoffe auf Farbechtheit oder Webfehler testen.
Zum Dienstleistungsspektrum gehört außerdem der Transport von Rohwaren zur Produktion oder von fertigen Kleidungsstücken in die Logistikzentren. Dabei arbeitet das Unternehmen mit Luft-, See- und Landfracht und bietet ggf. auch die Übernahme von Zolldienstleistungen an.
Die Fertigware kann, wie auch die Rohstoffe, einer Qualitätssicherung unterzogen werden. Dazu werden beispielsweise Maß- oder Passformkontrollen durchgeführt. Außerdem kann die Ware bei Bedarf maschinell oder manuell geglättet werden, um sie verkaufsfertig zu machen. Im Bereich Lagerlogistik werden darüber hinaus neben dem Einlagern und Kommissionieren von Waren auch sogenannte Value Added Services angeboten. Dazu gehört z. B. das Einziehen von Gürteln oder das Anbringen von Preis- und Sicherheitsetiketten. Der nächste Schritt ist die Einsteuerung der Ware in die verschiedenen Vertriebskanäle und schließlich zum Endkunden.
Der letzte Schritt der Wertschöpfungskette ist die Planung, Konzeption, Umsetzung und Pflege der E-Commerce-Plattformen sowie die Bereitstellung einer Plattform zur Vernetzung des Onlineshops mit der erforderlichen Logistik in den Filialen.
Darüber hinaus bietet das Unternehmen weitere Logistiklösungen in den Bereichen Automotive, Consumer Electronics und für sensible Güter.
Zu den Kunden von Meyer & Meyer gehören u. a. die Bekleidungsunternehmen Icebreaker, Marc Cain, Mustang und Schöffel.

## Projekte im Bereich Transportwesen
Meyer & Meyer testete 2 Jahre im Pilotprojekt des Landes NRW die Einsatzmöglichkeiten der sogenannten EuroCombi. Der mit 25,25 Metern überlange LKW bietet durch sein zusätzliches Volumen besonders viel Platz für den Transport von Textilien. Ein mit Textilien beladener EuroCombi wiegt ca. 40 Tonnen und bleibt dabei unter dem zulässigen Gesamtgewicht.
Ab 2010 testete Meyer & Meyer in Berlin als erstes deutsches Unternehmen zwei Elektro-Lkws für den Innenstadtverkehr im Projekt „Elektromobilität in Modellregionen“, unterstützt vom Bundesverkehrsministerium.

## Standorte

### Deutschland
Meyer & Meyer hat mehrere Standorte in Niedersachsen. Neben Osnabrück sind dies Lehrte und Peine. In Baden-Württemberg ist das Unternehmen mit einem Transportstandort in Stuttgart ansässig. Weitere Standorte sind Norderstedt in Schleswig-Holstein und Potsdam und Wittenberge in Brandenburg. Die WKS Textilveredelungs-GmbH ist in Wilsum vertreten.

### International
Mit einem Netz von Niederlassungen und Partnergesellschaften im In- und Ausland steuert Meyer & Meyer logistische Aktivitäten in Europa, Asien und Nordafrika. Eigene Standorte hat das Unternehmen in Bulgarien, Mazedonien, Polen und Rumänien. In Nordafrika ist Meyer & Meyer mit einem eigenen Standort in Marokko und Tunesien vertreten. Über die Tochter WKS findet sich das Unternehmen in Italien, Bulgarien, der Dominikanischen Republik, Rumänien, der Türkei und in Ungarn wieder.

## Auszeichnungen
- 2003 Kooperationspreis Transport und Logistik der DVZ (Deutsche Verkehrszeitung) und BWV (Bundesverband Werkverkehr und Verlader).[26]
- 2005 Forum-Preis der Textilwirtschaft.[27]
- 2008 Osnabrücker Wirtschaftspreis durch den Verein für Wirtschaftsförderung in Osnabrück.[28]
- 2010 ECR Award (= Efficient Consumer-Response-Award) in der Kategorie Unternehmenskooperation.[29]
- 2011 Eco Performance Award vom Lehrstuhl für Logistikmanagement der Universität St. Gallen und dem DKV Euro Service[30]
- 2013 Deutscher Ideen Preis vom Deutschen Institut für Betriebswirtschaft (dib).[31]
- 2013 Personalmanagement Award in der Kategorie kleine und mittelständische Unternehmen, vergeben Bundesverband der Personalmanager (BPM), für das Gesundheitsmanagement-Konzept „Meyer´s Fit“.[32]
- 2013 BGHW-Präventionspreis von der  Berufsgenossenschaft Handel und Warendistribution (BGHW) für das Gesundheitsmanagement-Konzept „Meyer´s Fit“.[33]
- 2014 Top Nationaler Arbeitgeber, Zeitschrift Focus.
- 2015 Top Nationaler Arbeitgeber, Zeitschrift Focus.[34]
- 2015 BSH-Logistik Umweltpreis der Münchener BSH Hausgeräte für das Engagement rund um Elektromobilität.
- 2017 Zertifikat „Familienfreundlicher Arbeitgeber in der Region Osnabrück“.
- 2018 BGHW Ehrenpreis im Bereich der Arbeitssicherheit[35]